# Dagmar Mettler
Dagmar Mettler (auch Dagmar Mettler-Kehlmann, * vor 1950) ist eine deutsche Schauspielerin und Malerin.

## Leben und Wirken
Dagmar Mettler wuchs in Köln auf. In ihrer Kindheit und frühen Jugend malte sie intensiv und stand vor der Wahl, entweder zur Kunstakademie zu gehen oder Schauspielerin zu werden. Ihre Ausbildung zur Schauspielerin machte sie an der Folkwangschule, der späteren Folkwang Universität der Künste, in Essen. In der Folge hatte sie Theaterengagements unter anderem in Düsseldorf, Darmstadt und Zürich. Daneben wirkte sie in zahlreichen deutschen und österreichischen Fernsehfilmen und Serien mit. Im Jahr 1981 wechselte sie mit ihrer Familie nach Wien, wo sie sich verstärkt der Malerei zuwandte.
Dagmar Mettler war mit dem Regisseur Michael Kehlmann verheiratet, in dessen Inszenierungen sie wiederholt eine Rolle bekleidete. Sie ist die Mutter des 1975 geborenen Schriftstellers Daniel Kehlmann.

## Filmografie
- 1970: Eine Telefonehe (Fernsehkurzfilm)
- 1972: Der Seitensprung des Genossen Barkassow (Fernsehfilm)
- 1973: Fall nicht in den Schwanensee (Fernsehfilm)
- 1974: Nichts als Erinnerung (Fernsehfilm)
- 1976: Spannagl & Sohn (Fernsehserie, 7 Folgen)
- 1980: Land, das meine Sprache spricht (Fernsehfilm)
- 1981: Quartett bei Claudia (Fernsehfilm)
- 1982: Das heiße Herz (Fernsehfilm)
- 1983: Gegenlicht (Fernsehfilm)
- 1985: Die Flucht ohne Ende (Fernsehfilm)
- 1987: Tatort: Pension Tosca oder Die Sterne lügen nicht (Fernsehreihe)
- 1990: Der Meister des Jüngsten Tages (Fernsehfilm)
- 1992: Die Ringe des Saturn (Fernsehfilm)
- 1995: Für immer und ewig (Fernsehserie)